# Jan Jakub Zamoyski
Jan Jakub Zamoyski (22 luglio 1716 – 10 febbraio 1790) è stato un nobile e politico polacco.

## Biografia
Era il figlio di Michał Zdzisław Zamoyski, e della sua prima moglie, Anna Działyńska. 

## Carriera
Nel 1744 fu eletto membro del Sejm per il Voivodato di Chełm, nel 1746 per il Voivodato di Chernihiv e nel 1750 per il Voivodato di Lubelskie. Nel 1764, sostenne l'elezione di Stanislao Augusto Poniatowski al trono reale polacco.
Nel 1767 ereditò il patrimonio di famiglia dopo la morte del nipote senza eredi. Nel 1770 ricevette l'incarico di governatore di Podol'sk.

## Matrimonio
Nel 1745 sposò Ludvika Maria Poniatowska (1728-1804), sorella del futuro Re Stanislao II Augusto di Polonia e figlia di Stanisław Poniatowski. Ebbero una figlia:
- Urszula Zamoyska (1757-1816), sposò in prime nozze Wincenty Potocki e in seconde nozze Michał Jerzy Wandalin Mniszech